# Talisa Lanoe
Talisa Lanoe, född 25 juli 1994, är en kenyansk simmare.
Lanoe tävlade för Kenya vid olympiska sommarspelen 2016 i Rio de Janeiro, där hon blev utslagen i försöksheatet på 100 meter ryggsim.